# Миссони, Маргерита
Маргери́та Миссо́ни (итал. Margherita Missoni; 21 февраля 1983, Италия) — итальянская актриса и фотомодель. Большую часть детства провела в Милане, в юности переехала в Нью-Йорк. Дебютировала в кино в 2008 году, сыграв пациентку в короткометражном фильме «Я — остров». 
С 23 июня 2012 года Миссони замужем за гонщиком Юджениом Амосом. У супругов родились двое сыновей — Отто Эрманн Амос (6 сентября 2013) и Августо Алессандро Амос (15 мая 2015).